# بهارستان (کرمان)
بهارستان، یک آبادی از توابع بخش ماهان، شهرستان کرمان در استان کرمان ایران است.
در سفرنامه آنتونی اسمیت در  سال ۱۳۳۰ یک گروه چهار نفره شامل آنتونی اسمیت از دانشگاه آکسفورد به دنبال یافتن ماهی سفید کوری که گفته شده بود در کوهستان و قنات های ایران مشاهده شده راهی این سفر تحقیقاتی شدند و در کرمان روستای جوپار چندین ماه سکونت داشتند.
در مسیر کاوش قله جوپار در صفحه ۲۰۷ سفرنامه شبی را در اطراف این دهکده  _ بهارستان _ در کیسه خواب به صبح رسانده اند.
آنتونی اسمیت اشاره داشته که در آن زمان ۲ خانوار در روستای بهارستان سکونت داسته ولی متاسفانه الان مثل بسیاری از روستاهای ایران خالی از سکنه میباشد.

## جمعیت
این آبادی در دهستان ماهان قرار دارد و براساس سرشماری مرکز آمار ایران در سال ۱۳۹۵، خالی از سکنه دائم بوده‌است.